# Carl von Seherr-Thoß
Karl Ernst Wilhelm Ferdinand Freiherr von Seherr-Thoß (* 7. Februar 1829 in Moschen; † 1892) war ein preußischer Verwaltungsjurist und Landrat im Kreis Glatz (1855–1892). Ihm wurde der Königliche Kronen-Orden, II. Klasse verliehen.
Seine Eltern waren der Gutsbesitzer auf Moschen und Mitglied der Schlesischen Landschaft Karl von Seherr-Thoß (1789–1858) und der Breslauer Kommerzienratstochter Constanze Eichborn (1800–1879). 
Carl von Seherr-Thoß selbst heiratete am 8. August 1859 im Schloss Hohenfriedeberg seine Verwandte Gertrud Freiin von Seherr-Thoß-Hohenfriedberg (1835–1892), Tochter der Charlotte Freiin von Tschammer und Quaritz und des Landrats Friedrich von Seherr und Thoß. Das Ehepaar hatte die Töchter Hildegard und Dorothea, letzte verheiratet mit dem Offizier Hermann Freiherr Röder von Diersburg.

## Literatur

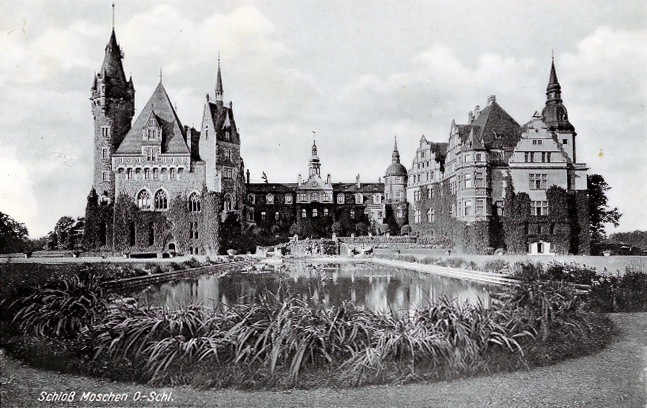
Hist. Ansicht von Schloss Moschen